# Dysschema rorata
Dysschema rorata là một loài bướm đêm thuộc phân họ Arctiinae, họ Erebidae.